# My Best Friend 2
『My Best Friend 2』（マイ ベスト フレンド ツー）は、國府田マリ子の2枚目のベストアルバム。1999年8月6日、KONAMIより発売。

## 収録曲
1. 大切に思えるものが一緒ならいいよね
  - 作詞：國府田マリ子、作曲：ながつきまろん、編曲：亀田誠治

10thシングル「大切に思えるものが一緒ならいいよね」より
2. コバルト
  - 作詞・作曲：八野英史、編曲：b-flower

9thシングル「コバルト」より
3. 〜メッセージ〜
  - 作詞：國府田マリ子・谷亜ヒロコ、作曲・編曲：西脇辰弥

3rdアルバム『Happy!Happy!Happy!』より
4. みらくるふれんど
  - 作詞：國府田マリ子、作曲：ながつきまろん・編曲：亀田誠治

5thアルバム『だいすきなうた』より
詞はラジオパーソナリティーで親友の南かおりのために書いた。
5. マリ子BANDのテーマ
  - 作詞・作曲・編曲：南明男

ライブアルバム『Mariko Kouda Concert Tour '95〜'96 “終わらないアンコール”』初回特典の8cmCD「Special CD Single」に収録
マリ子BANDとは、ライブでのバックバンドのことである。
6. ムサ君（remix）
  - 作詞：國府田マリ子・井上うに、作曲：井上うに、編曲：西脇辰弥

オリジナルは4thアルバム『なんでだってば!?』収録
7. あっぷあっぷ
  - 作詞：國府田マリ子、作曲：井上うに、編曲：亀田誠治

5thアルバム『だいすきなうた』より
8. 待っていました
  - 作詞・作曲：種ともこ、編曲：亀田誠治

11thシングル「待っていました」より
9. PUFF〜THE MAGIC DRAGON〜
  - 作詞・作曲：P.YARROW・L.LOPTON、編曲：鈴木俊介

『國府田マリ子・南かおりのSha-La-La~ふたり~』より
ウクレレ演奏で、高木ブーが参加している。
10. 私が一番好きな人（demo track）
  - 作詞：國府田マリ子、作曲・編曲：井上うに

4thアルバム『なんでだってば!?』収録曲「ムサ君」のエンディングに挿入されていた曲のデモバージョンである。
11. 二人は冒険者
  - 作詞・作曲・編曲：葉山宏治

ドラマCD『ツインビーPARADISE3』 vol.1『お騒がせな美少女!?』初回特典8cmCDに収録
12. Moonlight Angel〜明日に向かって〜
  - 作詞・作曲：奥井雅美、編曲：矢吹俊郎・大平勉

原曲はOVA『宇宙の騎士テッカマンブレードII』で國府田が演じるユミ・フランソワのキャラクターソング。
当時歌手としてデビューしたばかりだった奥井雅美が自身で初めて作詞・作曲を手掛けた楽曲である、奥井も1stアルバム『Gyuu』にてセルフカバーしている。
13. my best friend
  - 作詞：國府田マリ子、作曲：TSUKASA、編曲：水島康貴

3rdアルバム『Happy!Happy!Happy!』より
ミックスやテイク等にアルバムとの違いはないが、アルバム音源にある「ジャンジャンジャンジャーン♪」で始まるイントロまでの23秒あるシンセパートがカットされている。ライブでもこの冒頭のシンセパートは演奏されない。
14. Looking For
  - 作詞：國府田マリ子、作曲：ながつきまろん、編曲：西脇辰弥

8thシングル「Looking For」より
15. だいすきなうた（mariko version）
  - 作詞・作曲：松浦有希、編曲：國府田マリ子

オリジナルは、5thアルバム『だいすきなうた』に収録
上記の通り國府田自らがアレンジし、アコースティックギターで弾き語っている。オリジナルより短い。録音入りや終わりで、「ブチッ」と言う音が入っていることから、元は内蔵マイク付きのラジカセで録音されていると推測される。冒頭で聞かれる男性の声は、プロデューサーの井上うにである。断言出来る理由は、アルバムのスタッフクレジットで、このトラックのレコーディングを担当していると記載されているからである。